# Liste der Botschafter der Vereinigten Staaten in Laos

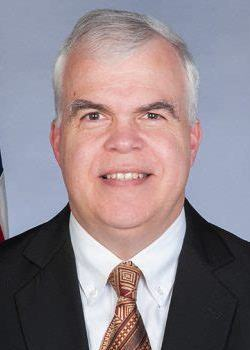
Peter M. Haymond, derzeitiger Botschafter in Laos

Der Botschafter der Vereinigten Staaten von Amerika in Laos ist der bevollmächtigte Botschafter (bis 1955 Gesandter) der Vereinigten Staaten von Amerika in Laos.

## Botschafter
| Amtszeit  | Name                       | Bemerkungen                                                           |
| --------- | -------------------------- | --------------------------------------------------------------------- |
| 1950      | Paul L. Guest              | Chargé d’Affaires                                                     |
| 1950–1954 | Donald Read Heath          | Zeitgleich Gesandter in Kambodscha und Vietnam, stationiert in Saigon |
| 1954–1956 | Charles Woodruff Yost      | 1955 wurde in Laos die Botschaft errichtet                            |
| 1956–1958 | James Graham Parsons       |                                                                       |
| 1958–1960 | Horace Harrison Smith      |                                                                       |
| 1960–1962 | Winthrop Gilman Brown      |                                                                       |
| 1962–1964 | Leonard Seidman Unger      |                                                                       |
| 1964–1969 | William Healy Sullivan     |                                                                       |
| 1969–1973 | George McMurtrie Godley II |                                                                       |
| 1973–1975 | Charles Sheldon Whitehouse |                                                                       |
| 1975–1978 | Thomas James Corcoran      | Chargé d’Affaires ad interim                                          |
| 1978–1979 | George B. Roberts Jr.      | Chargé d’Affaires ad interim                                          |
| 1979–1981 | Leo John Moser             | Chargé d’Affaires ad interim                                          |
| 1981–1983 | William Wayt Thomas Jr.    | Chargé d’Affaires ad interim                                          |
| 1983–1986 | Theresa Anne Tull          | Chargé d’Affaires ad interim                                          |
| 1986–1989 | Harriet W. Isom            | Chargé d’Affaires ad interim                                          |
| 1989–1993 | Charles B. Salmon Jr.      | Bis 1992 Chargé d’Affaires ad interim                                 |
| 1994–1996 | Victor L. Tomseth          |                                                                       |
| 1996–1999 | Wendy Jean Chamberlin      |                                                                       |
| 2001–2004 | Douglas Alan Hartwick      |                                                                       |
| 2004–2007 | Patricia Marie Haslach     |                                                                       |
| 2007–2010 | Ravic R. Huso              |                                                                       |
| 2010–2013 | Karen Brevard Stewart      |                                                                       |
| 2013–2016 | Daniel Anthony Clune       |                                                                       |
| 2016–2020 | Rena Bitter                |                                                                       |
| 2020–     | Peter M. Haymond           |                                                                       |